# Skolan för industriell teknik och management
Skolan för Industriell teknik och management (ITM) bildades 2005 som en av skolorna vid Kungliga Tekniska högskolan (KTH) i Stockholm. Skolan undervisar ingenjörsskap-, teknikstudier och samhällsvetenskapliga studier i nationalekonomi, redovisning och management med fokus på industrin.

## Utbildningsprogram

### Civilingenjörsprogram
- Civilingenjör och lärare 300 hp (CLGYM)
- Design och produktframtagning 300 hp (CDEPR)
- Energi och miljö 300 hp (CENMI)
- Industriell ekonomi 300 hp (CINEK)
- Industriell teknik och hållbarhet, 300 hp (CITEH)
- Materialdesign 300 hp (CMATD)
- Maskinteknik 300 hp (CMAST)

### Högskoleingenjörsprogram
- Maskinteknik 180 hp (TIMAS)
- Industriell teknik och produktionsunderhåll 180 hp (TIIPS)
- Maskinteknik 180 hp (TIMAS)

### Ämneslärarutbildning
- Ämneslärarutbildning med inriktning mot teknik, årskurs 7-9, 270 hp (LÄRGR)

### Andra program
- Tekniskt basår 60 hp (TBASE)
- Kompletterande pedagogisk utbildning 90 hp (KPULU)

Forskning och forskarutbildning bedrivs inom institutionernas vetenskapliga områden. Totalt finns ca 320 aktiva doktorander, ca 360 anställda inom forskning och utbildning samt ett 80-tal personer inom stödverksamheten. Skolan leds sedan av skolchef Pär Jönsson. 

## Institutioner
- Institutionen för Industriell ekonomi och organisation
- Institutionen för Industriell produktion
- Institutionen för Maskinkonstruktion
- Institutionen för Materialvetenskap
- Institutionen för Hållbar produktionsutveckling
- Institutionen för Lärande
- Institutionen för Energiteknik